# René Kleinmann
René Georges Kleinmann, né le 10 août 1923 à Brumath et mort dans la même ville le 22 janvier 2009, est un résistant français pendant la Seconde Guerre mondiale. À 16 ans, il adhère à l'organisation clandestine La Main noire, un groupe composé de jeunes adolescents.

## Biographie
Lorsque la Seconde Guerre mondiale éclate, bien que sa famille réside à Brumath, René Kleinmann est au collège épiscopal Saint-Étienne à Strasbourg avec son petit frère André qui entrera avec lui dans la Résistance. Son autre frère Louis plus âgé est capitaine au deuxième Bureau de l'armée française.
Après l'annexion de fait de l'Alsace par les Nazis le 18 octobre 1940, le collège est fermé. Les deux frères Kleinmann vont en cours à l'ancienne école Saint-Jean qui dans le cadre de la nazification de l'Alsace devient Karl-Roos Schule,.

### Au sein de la Main noire
En septembre 1940, René Kleinmann et son frère André sont contactés à Brumath par Marcel Weinum, le fondateur de l'organisation clandestine de la Main noire. Spontanément, ils adhèrent au groupe sous le pseudonyme de « Stolz II ». Avec d'autres membres de la Main noire, étudiants au Karl-Roos Schule, ils participent au sauvetage clandestin de 250 livres français, grecs et latin devant être brulés dans le cadre des autodafés reproduisant celles de 1933 en Allemagne. S'ils participent aux opérations de propagandes, les deux frères ne prennent pas part aux actions plus violentes de sabotages, destruction de vitrines ou de buste d'Hitler,.
Le 28 juillet 1941, lors du démantèlement de la Main noire, les deux frères sont arrêtés par les Allemands à Brumath. Comme la majorité des membres de l'organisation, ils sont emprisonnés à Mulhouse, puis le 12 août transférés à la prison Sainte-Marguerite de Strasbourg et le 10 octobre au camp de sûreté de Vorbruck-Schirmeck.
Du 27 au 31 décembre 1942 à Strasbourg, les membres de la Main Noire sont jugés par le Sondergericht. Son jeune frère André est libéré le 26 août 1942. René Kleinmann, quant à lui, reste dans le camp en qualité d'otage pour faire pression sur son frère, le capitaine Louis Kleinmann, qui, depuis la zone libre, organise des réseaux de renseignement et d'évasion en Alsace. Pendant cette détention, il côtoie des communistes alsaciens, des syndicalistes ou des membres du groupe de l'équipe Pur Sang. Cela lui fera dire que le camp de sûreté de Vorbruck-Schirmeck « est le seul coin d'Alsace où on pouvait parler français entre nous ! ».
Le 15 septembre 1943, René Kleinmann est affecté, à sa demande, dans une équipe de déminage dans les environs de Strasbourg récemment bombardés. En récompense, il est libéré le 24 septembre 1943. Mais le 11 novembre 1943, il est incorporé de force dans la Wehrmacht,.

### Malgré-nous
Le 6 février 1944, pendant ses classes en Pologne, il participe à une manifestation de malgré-nous alsaciens et il est arrêté comme meneur. Il est interné à Francfort puis à la Citadelle de Strasbourg où il est jugé par le Reichskriegsgericht. Il est condamné à la peine de mort pour « sabotage et atteinte au moral de l'armée ». Son jugement est cassé après une expertise psychiatrique favorable qui aurait été réalisée grâce à la complicité du docteur Paul Flesch de Haguenau. En deuxième comparution, il est condamné à une peine de 18 mois de prison. Mais au lieu d'être placé en détention, il est envoyé dans un bataillon disciplinaire d'où il s'évade le 4 décembre 1944 à Düren. Il rejoint les lignes américaines dans la région d'Aix-la-Chapelle,.
Le 23 décembre 1944, il est en France où il s'engage pour la durée de la guerre. Il est affecté au service de renseignement (SR) de la 1er armée française auprès de son frère Louis Kleinmann.

### Après-Guerre
En 1958, il épouse Francine Lacaze. Le couple aura sept enfants.

## Reconnaissance
René Kleinmann a été nommé président de l'Amicale des anciens déportés politiques des camps  de sûreté de Vorbruck-Schirmeck et de concentration de Struthof-Natzwiller, puis en 1998 de la section Alsace de l'association nationale des Combattants volontaires de la Résistance (CVR)  et de l'association bas-rhinoise des combattants de moins de 20 ans.
En 2004, il est nommé citoyen d'honneur de la ville de Brumath.
Il est reconnu « Déporté résistant ».

## Distinctions
- Officier de la Légion d'honneur (2 avril 1999)[2],[6] ;
- Médaille militaire[2];
- Médaille de la déportation pour faits de Résistance de par son statut de « déporté résistant »[5].